# Zuckerdorf Klein Wanzleben
Zuckerdorf Klein Wanzleben ist ein Ortsteil der Stadt Wanzleben-Börde im Landkreis Börde in Sachsen-Anhalt (Deutschland).

## Geografie
Zuckerdorf Klein Wanzleben liegt in der Magdeburger Börde zwischen den Orten Wanzleben, Seehausen und Oschersleben (Bode), etwa 20 Kilometer südwestlich von Magdeburg.

## Geschichte
Die Gemeinde Klein Wanzleben wurde erstmals 1145 urkundlich erwähnt.
Die Entwicklung der Gemeinde ist seit 1838 mit dem Zuckerrübenanbau und der Zucht neuer Sorten verbunden. Sie führt darum auch eine Zuckerrübe im Wappen.
1871 wurde die Johanniskirche mit kreuzförmigem Grundriss errichtet. Die örtliche Feuerwehr wurde 1871 gegründet. 1923 wurde der Sportplatz gebaut.
Am 1. Januar 2002 wurden Remkersleben und der zugehörige Ortsteil Meyendorf in die Gemeinde Klein Wanzleben eingegliedert.
Am 24. November 2009 beantragte die Gemeinde Klein Wanzleben die Änderung des Gemeindenamens in „Zuckerdorf Klein Wanzleben“. Dies wurde am 28. Januar 2010 durch den Landkreis genehmigt und trat zum 11. Februar 2010 in Kraft.
Am 1. September 2010 wurde die Gemeinde in die Stadt Wanzleben-Börde eingemeindet, ihr Gebiet bildet seitdem die Ortschaft Zuckerdorf Klein Wanzleben.

## Politik

### Bürgermeister
- 1945–1946: Albert Thielecke, SPD
- 1947: Wilhelm Haufe, KPD/SED
- 1947–1949: Albert Thielecke, SED
- 1949–1964: Karl Hottenrott, SED
- 1964–1967: Wolfgang Tangermann, SED
- 1967–1971: Hans Thorwarth, SED
- 1971–1994: Karl-Heinz Krasper, SED/parteilos
- 1994–2010: Horst Flügel, parteilos

### Wappen
Das Wappen wurde am 28. Juni 1995 durch das Regierungspräsidium Magdeburg genehmigt.
Blasonierung: „In Blau eine silberne Zuckerrübe mit silbernen Blättern.“
Das Wappen wurde von der Magdeburger Heraldikerin Erika Fiedler gestaltet.

### Flagge
Die Flagge von Klein Wanzleben zeigt die Farben Silber (Weiß) – Blau und das Wappen von Klein Wanzleben.

## Wirtschaft und Infrastruktur

### Ortsansässige Betriebe

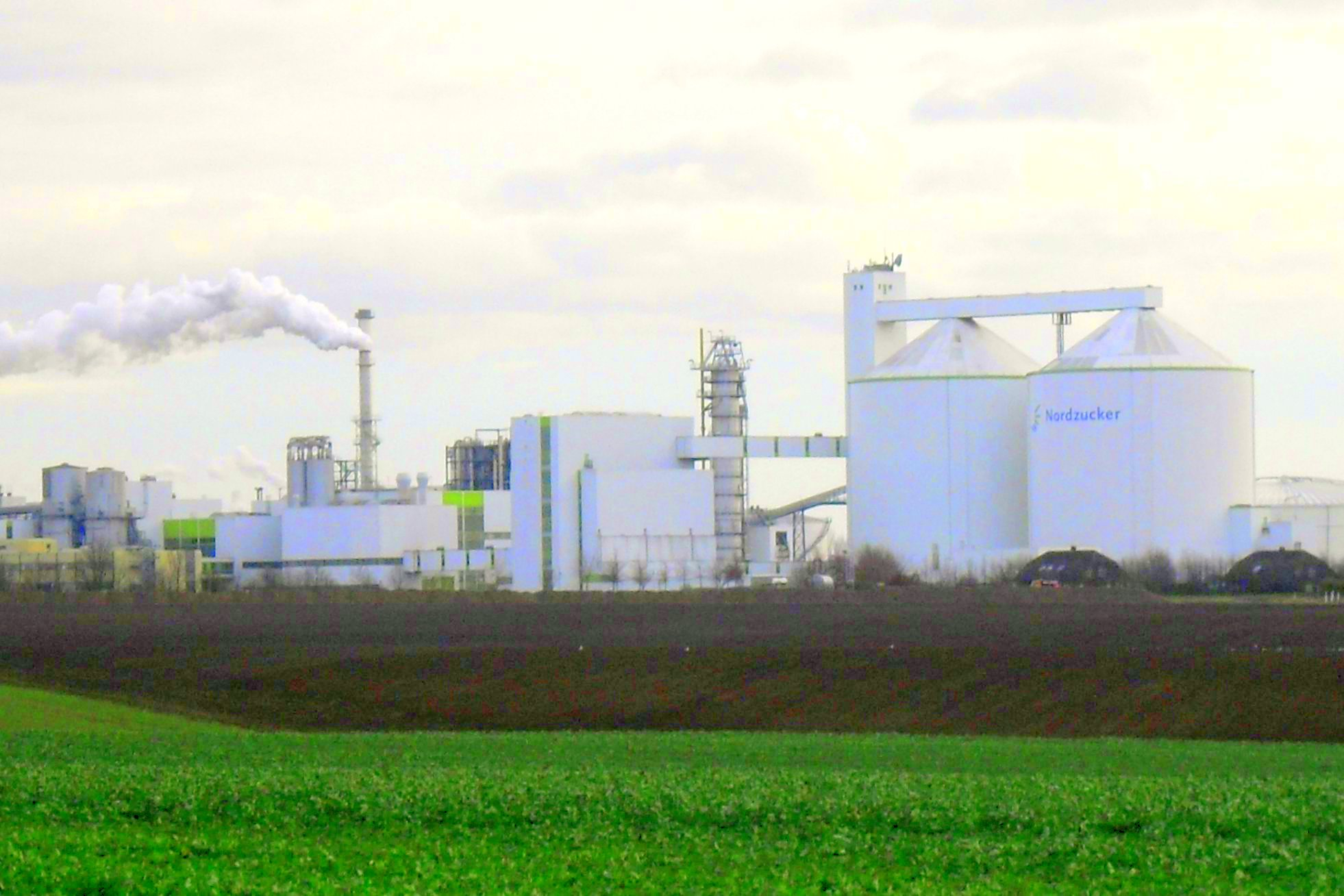
Zuckerfabrik Klein Wanzleben

In Klein Wanzleben wurde 1838 von ortsansässigen Landwirten eine Zuckerfabriksgesellschaft gegründet. Im Jahr 1856 übernahm der Landwirt Matthias Christian Rabbethge die Aktienmehrheit an der Zuckerfabrik; daraus entstand die Kleinwanzlebener Saatzucht AG (vormals Rabbethge & Gieseke); die heutige KWS SAAT AG (Einbeck).
Seit 1994 ist in Zuckerdorf Klein Wanzleben eine zur Nordzucker AG gehörende Zuckerfabrik ansässig.

### Verkehrsanbindung
Die Bundesstraße 246a (Schönebeck (Elbe)–Seehausen) tangiert Klein Wanzleben und führt durch den Ortsteil Remkersleben. Es bestehen weitere Straßenverbindungen nach Oschersleben (Bode) und Hadmersleben. Der Autobahn-Anschluss Wanzleben (A 14) ist ca. 11 km vom Ort entfernt.
Klein Wanzleben liegt an der Bahnstrecke Blumenberg–Eilsleben, die allerdings im Personenverkehr seit 2002 nicht mehr bedient wird. Der nächstgelegene Bahnhof mit Personenverkehr befindet sich in Hadmersleben an der Bahnstrecke Magdeburg–Halberstadt.
Der öffentliche Personennahverkehr wird unter anderem durch den PlusBus des Landesnetzes Sachsen-Anhalt erbracht. Folgende Verbindungen führen durch Klein Wanzleben:
- Linie 602: Magdeburg ↔ Schleibnitz ↔ Wanzleben ↔ Klein Wanzleben ↔ Seehausen
- Linie 603: Magdeburg ↔ Hohendodeleben ↔ Wanzleben ↔ Klein Wanzleben ↔ Oschersleben

## Sehenswürdigkeiten

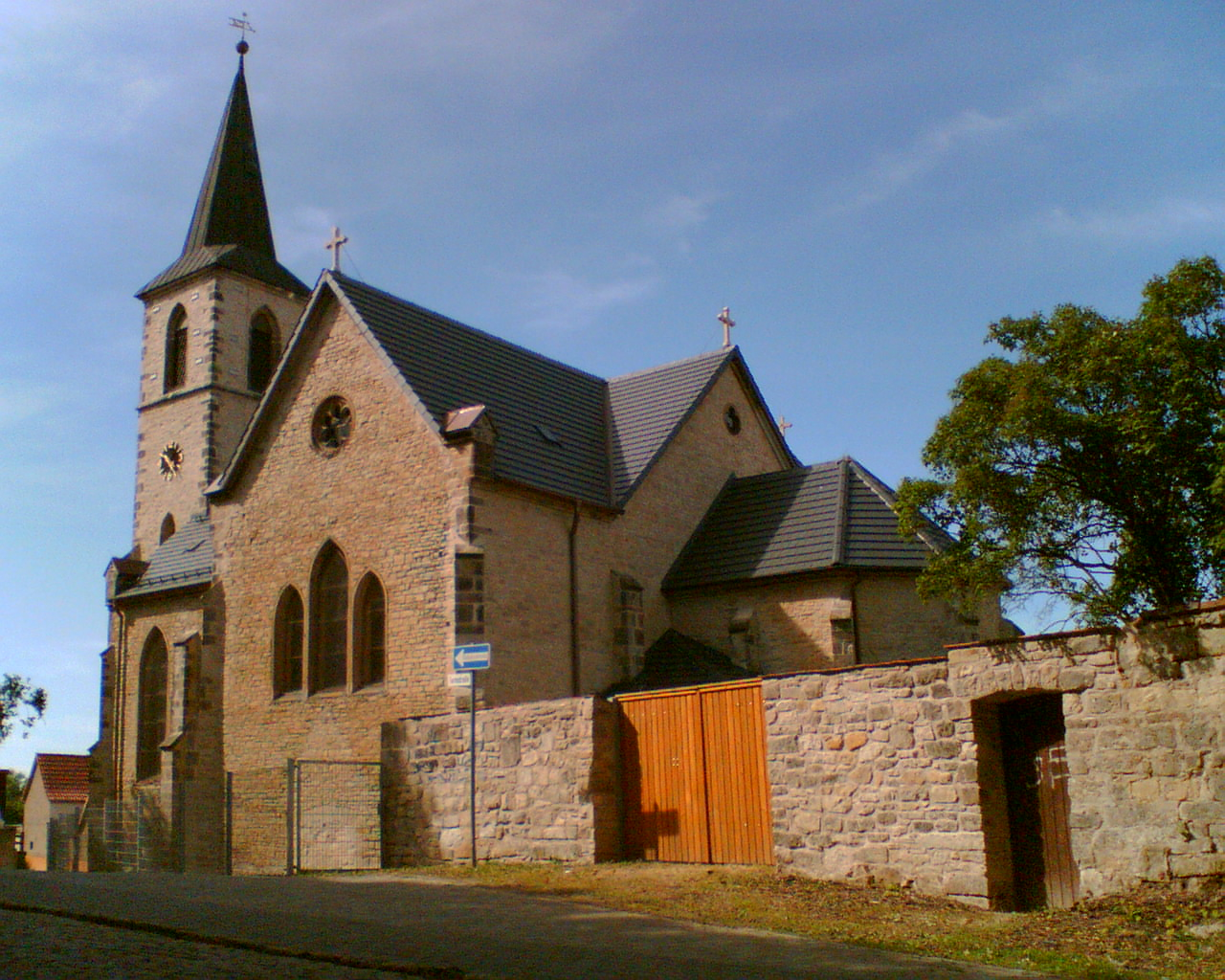
St. Johannis

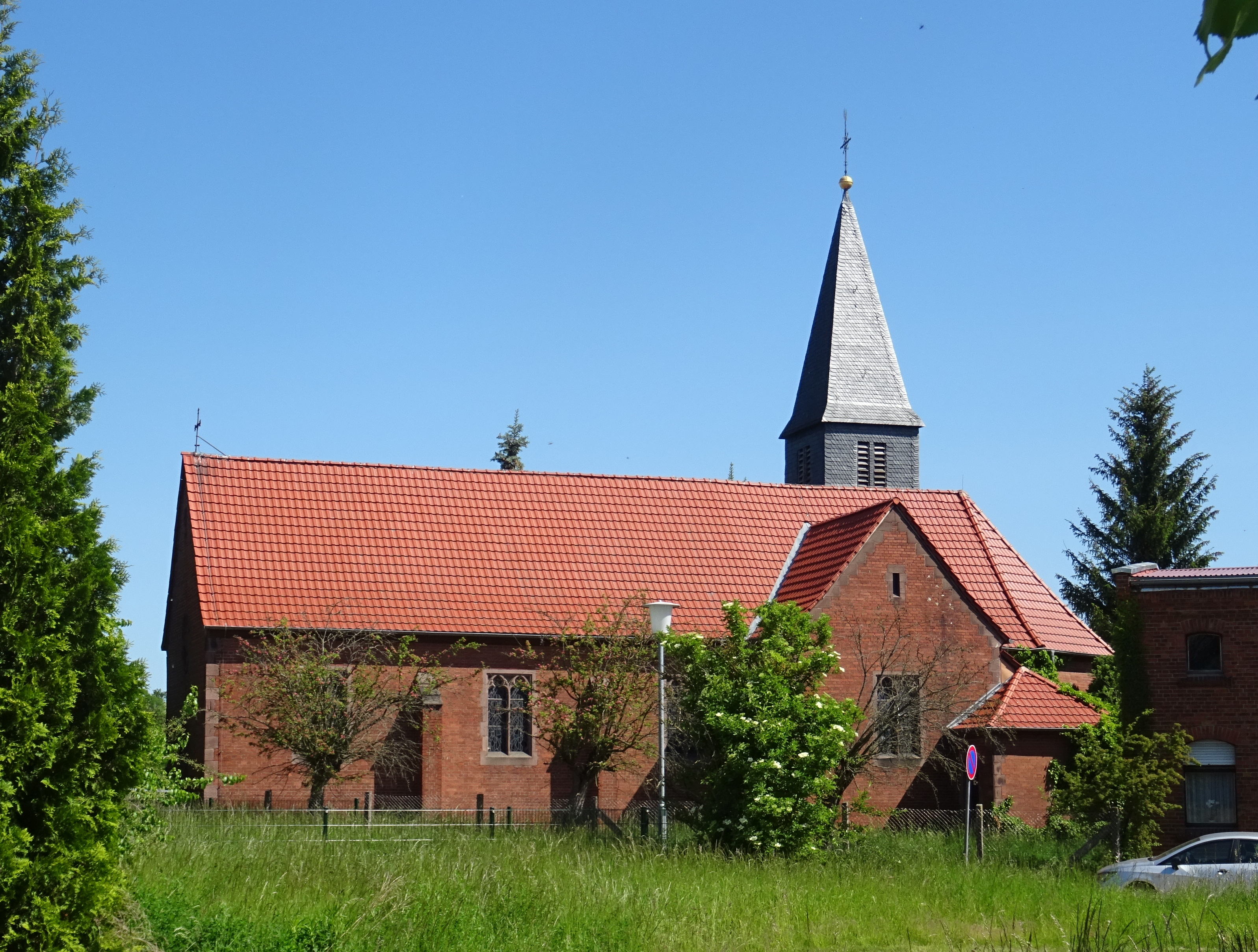
St. Joseph

Die evangelische Kirche St. Johannis wurde 1871 im Stil der Neugotik erbaut. Ihre Kirchengemeinde gehört zum Pfarrbereich Seehausen im Kirchenkreis Egeln der Evangelischen Kirche in Mitteldeutschland.
Die 1908 erbaute katholische Kirche St. Joseph wurde zur Profanierung vorgesehen. Die Fenster der zum Bistum Magdeburg gehörenden und nach Josef von Nazaret benannten Kirche wurden 1965 von Christof Grüger gestaltet.